# Вызов Дегранж-Коломбо 1948
1-й сезон Вызова Дегранж-Коломбо — велошоссейного сезонного турнира 1948 года.

## Обзор сезона
В конце Второй мировой войны появились первые идеи, чтобы определить лучшего велогонщика в мире. В 1948 году европейскими газетами L'Équipe (Франция), La Gazzetta dello Sport (Италия), Het Nieuwsblad-Sportwereld и Les Sports (обе Бельгия) было организовано соревнование. Своё название оно получило в честь Анри Дегранжа и Эмилио Коломбо, основателей и организаторов соответственно Тур де Франс и Джиро д'Италия. Это ознаменовало начало сотрудничества между L'Équipe и La Gazzetta dello Sport, которое продолжается и по сей день. 
Календарь турнира состоял из 9 самых важных европейских гонок (семи однодневок и двух гранд-туров) – по три в каждой из стран-организаторов. Победы в гонках одержали представители Бельгии, Италии Франции.
Регламент турнира предусматривал начисление очков первым 25 гонщикам на каждой гонке (на гранд-турах очки удваивались). Чтобы быть классифицированным в итоговом рейтинге гонщик должен был принять участие минимум в одной гонке проводимой в каждой из стран-организаторов (Бельгия, Италия и Франция). Национальный рейтинг рассчитывался как сумма пяти лучших результатов гонщиков от страны на каждой из гонок.
Начисляемые очки
| Гонки / Место   | 1  | 2  | 3  | 4  | 5  | 6  | 7  | 8  | 9  | 10 | 11 | 12 | 13 | 14 | 15 | 16 | 17 | 18 | 19 | 20 | 21 | 22 | 23 | 24 | 25 |
| --------------- | -- | -- | -- | -- | -- | -- | -- | -- | -- | -- | -- | -- | -- | -- | -- | -- | -- | -- | -- | -- | -- | -- | -- | -- | -- |
| Гранд-туры      | 60 | 52 | 46 | 44 | 42 | 40 | 38 | 36 | 34 | 32 | 30 | 28 | 26 | 24 | 22 | 20 | 18 | 16 | 14 | 12 | 10 | 8  | 6  | 4  | 2  |
| Остальные гонки | 30 | 26 | 23 | 22 | 21 | 20 | 19 | 18 | 17 | 16 | 15 | 14 | 13 | 12 | 11 | 10 | 9  | 8  | 7  | 6  | 5  | 4  | 3  | 2  | 1  |

Победителем индивидуального рейтинга стал бельгиец Алберик Схотте. Второе и третье места заняли итальянцы — Фермо Камеллини и Джино Бартали. Всего же в первой десятке оказалось шесть представителей Италии.
Среди стран первенствовала Италия.

## Календарь
| № | Дата              | Гонка              | Победитель         |
| - | ----------------- | ------------------ | ------------------ |
| 1 | 19 марта          | Милан — Сан-Ремо   | Фаусто Коппи       |
| 2 | 4 апреля          | Париж — Рубе       | Рик Ван Стенберген |
| 3 | 11 апреля         | Париж — Брюссель   | Лоде Пульс         |
| 4 | 18 апреля         | Тур Фландрии       | Алберик Схотте     |
| 5 | 21 апреля         | Флеш Валонь        | Фермо Камеллини    |
| 6 | 25 апреля         | Париж — Тур        | Луи Капю           |
| 7 | 15 мая – 16 июня  | Джиро д’Италия     | Фьоренцо Маньи     |
| 8 | 30 июня – 25 июля | Тур де Франс       | Джино Бартали      |
| 9 | 24 октября        | Джиро ди Ломбардия | Фаусто Коппи       |

## Итоговый рейтинг

### Индивидуальный
| №  | Гонщик          | Команда | Очки  |
| -- | --------------- | ------- | ----- |
| 1  | Алберик Схотте  |         | 142,5 |
| 2  | Фермо Камеллини |         | 118,5 |
| 3  | Джино Бартали   |         | 96    |
| 4  | Фьоренцо Маньи  |         | 84,5  |
| 5  | Вито Ортелли    |         | 65    |
| 6  | Джордано Коттур |         | 64    |
| 7  | Луисон Бобе     |         | 63,5  |
| 8  | Марсель Рейкарт |         | 63    |
| 9  | Альберт Рамон   |         | 62    |
| 10 | Фаусто Коппи    |         | 60    |

### Национальный
| № | Страна  | Очки  |
| - | ------- | ----- |
| 1 | Италия  | 768,5 |
| 2 | Бельгия | 711,5 |
| 3 | Франция | 548,5 |